# Mimei Ogawa
Pour les articles homonymes, voir Ogawa.
Mimei Ogawa (小川 未明), né le 7 avril 1882 et décédé le 11 mai 1961, est un écrivain japonais. 
Auteur de célèbres contes de fée, il est parfois comparé à Hans Christian Andersen.

## Biographie
Mimei Ogawa est né en 1882 à Takada dans la préfecture de Niigata, devenue la ville de Jōetsu en 1971. Il étudie la littérature anglaise à l'Université Waseda dont il est diplômé en 1905. Sa sensibilité littéraire, romantique et humaniste, ne correspond alors pas au courant dominant à l'époque, le naturalisme (dans son acception japonaise, différente de l'occidentale). 
Il est par la suite l'un des premiers auteurs japonais à écrire à destination des enfants, des contes où il développe sa vision d'une nature cruelle.
Il obtient le prix Noma en 1946.